# FDDI
Fiber Distributed Data Interface je skup ANSI protokola za slanje digitalnih podataka preko optičkog kabla. FDDI mreže su token mreže te podržavaju brzine do 100 Mbps. FDDI mreže su obično osnova WAN mreža. FDDI je razvio "American National Standards Institute (ANSI)" sredinom 1980-tih. Razvijen je kao potreba za pouzdaniji i brži prenos podataka preko računarskih mreža.

## Spoljašnje veze
- fiber distributed data interface (FDDI)